# Las pequeñas memorias
Las pequeñas memorias es una autobiografía escrita por el autor portugués José Saramago. Fue publicada en 2006.
En Las pequeñas memorias, Saramago describe los primeros años de su vida desde su nacimiento en 1922 en Azinhaga hasta su infancia y adolescencia en Lisboa, a donde su familia se mudó cuando tenía 18 meses de edad.